# 前田町 (横浜市)
前田町（まえだちょう）は、神奈川県横浜市戸塚区の地名。「丁目」の設定のない単独町名である。住居表示未実施区域。

## 地理
戸塚区の北東部に位置し、東に品濃町、川を挟んで南に上柏尾町、西に秋葉町、北に川上町と接している。

### 河川
- 柏尾川

### 字名
| - 原田 - 阿らす - そうじ前 - 上ノ山 - 樋の内 - 松原 - 八日谷 | - 平右エ門下 - 堂屋敷 - 向山 - さいむじ谷 - 大谷 - 寺ノ谷 |

### 地価
住宅地の地価は、2025年（令和7年）1月1日の公示地価によれば、前田町518番12の地点で23万2000円/m²となっている。

## 歴史

### 沿革
かつて横浜市に編入前のこの場所は、鎌倉郡川上村大字前山田と大字後山田の各一部であった。
- 1939年（昭和14年）4月1日 - 横浜市に編入。横浜市戸塚区前田町となる[7]。
- 1969年（昭和44年）10月1日 - 行政区再編成に伴い、戸塚区を再設置。横浜市戸塚区前田町となる[8]。
- 1971年（昭和46年）6月26日 - 前田町の一部を秋葉町へ編入[9]。
- 1971年（昭和46年）9月5日 - 川上町の一部を前田町に編入[9]。
- 1981年（昭和56年）7月20日 - 前田町の一部を秋葉町へ編入[10]。
- 1986年（昭和61年）11月3日 - 行政区再編成に伴い、戸塚区を再設置。横浜市戸塚区前田町となる[11]。

## 世帯数と人口
2025年（令和7年）5月31日現在（横浜市発表）の世帯数と人口は以下の通りである。
| 町丁   | 世帯数    | 人口    |
| ------ | --------- | ------- |
| 前田町 | 4,128世帯 | 9,957人 |

### 人口の変遷
国勢調査による人口の推移。
| 年                 | 人口  |
| ------------------ | ----- |
| 1995年（平成7年）  | 5,604 |
| 2000年（平成12年） | 5,980 |
| 2005年（平成17年） | 5,607 |
| 2010年（平成22年） | 7,882 |
| 2015年（平成27年） | 9,422 |
| 2020年（令和2年）  | 9,704 |

### 世帯数の変遷
国勢調査による世帯数の推移。
| 年                 | 世帯数 |
| ------------------ | ------ |
| 1995年（平成7年）  | 2,067  |
| 2000年（平成12年） | 2,281  |
| 2005年（平成17年） | 2,198  |
| 2010年（平成22年） | 3,094  |
| 2015年（平成27年） | 3,616  |
| 2020年（令和2年）  | 3,765  |

## 学区
市立小・中学校に通う場合、学区は以下の通りとなる（2024年11月時点）。
| 番・番地等 | 小学校             | 中学校             |
| --- | ------------------ | ------------------ |
| 1〜61番地、65〜72番地 75〜83番地、91〜94番地 99番地（国道1号以北） 100〜213番地、214番地の2〜224番地の5 378〜429番地、440〜449番地 508番地の1（崖の下） 522番地の終り | 横浜市立秋葉小学校 | 横浜市立秋葉中学校 |
| 62〜64番地、73〜74番地 84〜90番地、95〜98番地 99番地（国道1号以南） 214番地の1、224番地の6〜258番地 269〜272番地、287〜289番地                                        | 横浜市立品濃小学校 | 横浜市立秋葉中学校 |
| 259〜268番地、273〜286番地 290〜377番地、430〜439番地 450〜507番地、508番地の1（崖の上） 508番地の2〜521番地                                                          | 横浜市立川上小学校 | 横浜市立秋葉中学校 |

## 事業所
2021年（令和3年）現在の経済センサス調査による事業所数と従業員数は以下の通りである。
| 町丁   | 事業所数  | 従業員数 |
| ------ | --------- | -------- |
| 前田町 | 114事業所 | 1,060人  |

### 事業者数の変遷
経済センサスによる事業所数の推移。
| 年                 | 事業者数 |
| ------------------ | -------- |
| 2016年（平成28年） | 102      |
| 2021年（令和3年）  | 114      |

### 従業員数の変遷
経済センサスによる従業員数の推移。
| 年                 | 従業員数 |
| ------------------ | -------- |
| 2016年（平成28年） | 1,575    |
| 2021年（令和3年）  | 1,060    |

## 交通
- 国道1号
- 神奈川県道218号弥生台桜木町線

## 施設
- 蓮久寺

## その他

### 日本郵便
- 郵便番号 : 244-0804[3]（集配局：戸塚郵便局[21]）

### 警察
町内の警察の管轄区域は以下の通りである。
| 町名   | 街区 | 警察署     | 交番       |
| ------ | ---- | ---------- | ---------- |
| 平戸町 | 全域 | 戸塚警察署 | 不動坂交番 |